# نوال السباعي
نوال عبد اللطيف السباعي هي أديبة وصحفية ومفكرة إسلامية وداعية إسلامية سورية. وُلِدَت في دمشق عام 1957م، وتعيش في إسبانيا منذ ثلاثين عاما تقريبا. ولها عدة مؤلفات منها: «بين زمنين» (جزئين)، «الزمن الثالث»، «حكايات»، «الراقصون على جراحنا». وكتاب «خواطر في زمن المحنة» ويُعد من أبرز مؤلفات الكاتبة نوال السباعي الذي استغرقت كتابته عشرة أعوام، بدأت بتسجيله وهي على مقاعد الدرس في كلية العلوم في جامعة دمشق، بعد تدمير مدينة حماة السورية عام 1982م، معقل الثوار الذين كانت تقودهم «الطليعة المقاتلة للإخوان المسلمين» وهي تعيش تلك المحنة كعشرات الآلاف من الطلبة والشباب السوريين، فبادرت فئات منه بانتفاضات وحرب عصابات مسلحة، كما تمليه أدبيات الثورات والانتفاضات المسلحة التي كانت سائدة في بلدان العالم الثالث تلك الأيام، التي لم يكن فيها هواتف متحرّكة ذكية ولا إنترنت ولا فيسبوك ولا تويتر، ولا أيّ نوع من وسائل «التوعية العامة» لدى الناس بخطورة ما كان يجري في سورية. واتبعته بكتابها «خواطر في زمن الثورة»، استمراراً لمشروع خواطر «في زمن المحنة»، وربما تمهيداً للجزء الثالث «خواطر في زمن الحرب»، يأتي ليواكب ثورة شعب، ومنطقة، نهضت تحاول الفكاك من ذلك الواقع الكئيب المقيت الذي كبلتها فيه المظالم على كل المستويات، الاجتماعية والسياسية، الداخلية والخارجية.
وهو يواكب الثورة، منذ اللحظة التي أشعل فيها البوعزيزي النيران في قهره، مروراً بانفجار البركان في ميدان التحرير في القاهرة، معرجة على نداءات الليبيين للخلاص من حكم قذاذفة الدّم، هاتفة مع اليمنيين بالثبات والحق في «الوجود»، متضمخة بعبير دماء الأبرياء من أطفال درعا في سورية، الذين اعتقلتهم السلطات المتوحشة وعذبتهم وفرمتهم أن كانوا يلعبون لعبة الحرية بالطباشير في صف مدرستهم.
يأتي كتاب «خواطر في زمن الثورة»، مسجل –أحياناً ساعة فساعة- لأحداث ثورة المنطقة منذ أيام فجرها الأول، مفسرة ملابسات ما كان يشهده العالم في سورية -بالذات-، ممَّا لا يمكن فهمه من تصرفات المستعمرين وأحذيتهم في بلادنا، ناقدة بصدق وتجرد كل تصرفاتنا وأخطائنا وتجاوزاتنا ورؤيتنا القاصرة للواقع والعصر الذي نعيشه، باعتبارنا الطرف الأهم في هذا الصراع الذي نشب على هامش الثورة، وباعتبار أنَّ الثورة لا يمكن اعتبارها ثورة، دون أن تمضي في اتجاهين ثابتين، شاقولياً وأفقياً، تفتح الطريق مكتسحة الأهوال التي تقف في وجهها، في ذات الوقت الذي تضرب فيه عميقا في الأرض مقتلعة جذور الخبث والفساد والخلل في أنفسنا، التي لم نؤتَ إلاّ منها.

## الحياة الشخصية
ولدت في دمشق سنة 1957م في بيت علم ودين، فوالدها ووالدتها كانا مدرسين، وجدها العلامة المعروف الطبيب رفيق السباعي، متزوجة وأم لأربعة أولاد وتعيش في اسبانيا منذ أكثر من ثلاثين عاماً.
درست في جامعة دمشق في كلية العلوم الطبيعية وكلية الشريعة الإسلامية مدة خمسة أعوام ولم تتمكن من الحصول على أي من الشهادتين لأنها هُجّرت قسراً من بلدها. عَمِلت صحفية ومحاورة ومعلقة سياسية في مختلف الإذاعات والفضائيات العربية، وكتبت في العديد من المجلات الإسلامية والصحف القومية، والمواقع الإلكترونية ولها الكثير من المقالات والمحاضرات. لها عدة كتب مطبوعة: خواطر في زمن المحنة (ثماني طبعات)، بين زمنين (جزءين)، الزمن الثالث، حكايات (ثلاث طبعات)، والراقصون على جراحنا (أربع عشرة طبعة).
حضرت العديد من المؤتمرات العالمية الإسلامية، وحاضرت وتحاضر في العديد من الجامعات الإسبانية والمراكز الثقافية في مختلف المقاطعات الإسبانية عن المرأة المسلمة وواقع العالم الإسلامي والوضع الاجتماعي في العالم العربي وبين الجاليات المسلمة في إسبانيا.
أسست في مدريد مركز تجمع الشباب المسلم بعد تفجيرات قطارات مدريد، وأشرفت على العمل بالكتاب الفريد من نوعه تضامناً ومواساة مع شعب مدريد.
درست في جامعة دمشق في كلية العلوم الطبيعية وكلية الشريعة الإسلامية
خرجت من دمشق لتلتحق بزوجها أيمن إدلبي في إسبانيا عام 1980 وتقيم هناك منذ حينها، وقد رزقت بأربعة أبناء.

## المجلات والصحف
كتبت في العديد من المجلات الإسلامية ومنها: مجلة الأمة (قطر) وقضايا دولية (باكستان) والرائد الإسلامية (بون، ألمانيا) والمجتمع الكويتية (الكويت) والإصلاح الإماراتية (الإمارات). كتبت في مجموعة من الصحف القومية منها: المستقلة التونسية /لندن، جريدة الشرق /قطر، جريدة الراية/قطر، جريدة العرب/قطر.

## المواقع الإلكترونية
كتبت في مختلف المواقع الإلكترونية منها: إسلام أون لاين /مصر، ناشري / الكويت، موقع التاريخ/ السعودية، التجديد العربي /(؟)، موقع صدى للدفاع عن حقوق الإنسان /باريس، مداد القلم /ألمانيا، أخبار الشرق /بريطانيا، الجزيرة نت /قطر.

## المقالات
نشر لها كثير من المقالات على الشبكة في الثقافة والسياسة والاعلام والفكر الإسلامي، وخاصة فيم يتعلق بنقد الحركات الإسلامية المعاصرة. من أبرز مقالاتها:
- في الجزيرة نت: الرقص مع الذئاب
- على موقع التجديد العربي بعنوان: لماذا أدافع عن تيسير علوني؟
- سلسلة «صوت الدم»:

الجزء الأول
الجزء الثاني
- سلسلة «ماذا يجري في مدريد»، وهي مقالات خاصة بمحاكمات مدريد للمتهمين بتفجيرات سبتمبر.
- كتبت مقالاً هاماً جداً لتأسيس نظرية سياسية جديدة تَبني لرؤية جديدة للمنطقة العربية: المنطقة العربية المصطلح الذي يجمع ولايستثني.
- كتبت مجموعة مقالات تؤسس لتجديد فهم علاقة الإسلام بالسياسة: الإسلام ليس هو الحل.

## المؤلّفات
لديها عدة كتب مطبوعة وهي:
- خواطر في زمن المحنة
- بين زمنين، جزئين
- الزمن الثالث
- حكايات
- الراقصون على جراحنا

## تجمع الشباب المسلم في إسبانيا
أسست في مدريد "تجمع الشباب المسلم في مدريد، عقب تفجيرات مدريد 2004 ، وكان تجمعاً شبابياً أكاديمياً ثقافياً تربوياً، جاء تأسيسه في حينه كرد ثقافي مدني سلمي على تلك التفجيرات التي جعلت من اسم الإسلام في إسبانية رديفاً للإرهاب، وشاركت في إعداد وتصميم والعمل في الكتاب الفريد من نوعه في المكتبة القومية الإسبانية تضامنا ومواساة مع شعب مدريد.

## الثورة السورية
- أعلنت دعمها للثورة السورية ووقوفها مع الشعب بعد تفجر الثورة في سورية مباشرة، ومازالت تكتب وتحاضر في ترشيد [الثورة السورية] ، وترسيخ المنظومة الفكرية والأخلاقية للثورة.
- عضو مستقيل من المجلس الوطني السوري.
- عضو مؤسس في مؤسسة علماء ودعاة الثورة.
- عضو رابطة الصحفيين السوريين.
- عضو مؤسس في الهيئة السورية للتربية والتعليم